# Lucas Torreira
Lucas Sebastián Torreira Di Pascua (Fray Bentos, 1996. február 11. –) uruguayi válogatott labdarúgó, a Galatasaray SK játékosa.

## Pályafutása

### Klubcsapatban
A 18 de Julio, a Montevideo Wanderers és a Delfino Pescara utánpótlás-csapataiban nevelkedett. A 2014–15-ös szezon előtt bekerült a Pescara felnőtt keretébe és 2015. május 16-án mutatkozott be egy Varese elleni Serie B mérkőzésen.
2015. július 1-jén 1,5 millió euró értékben a UC Sampdoria csapatához igazolt, de a 2015–16-os idényre kölcsönben a Pescara játékosa maradt.
2018. július 10-én az Arsenal bejelentette leigazolását.

### A válogatottban
Az uruguayi válogatottban 2018. március 23-án debütált egy Csehország elleni 2–0-s győzelem alkalmával.
Nevezték a 2018-as világbajnokságon részt vevő válogatott 23-as keretébe.

## Sikerei, díjai

### Klubcsapatokban

#### Arsenal
- FA-kupa – győztes: 2019–20
- Európa-liga – döntős: 2018–19

### Válogatott

#### Uruguay
- Kínai kupagyőztes: 2018, 2019

## Statisztikái

### Klubcsapatokan
Legutóbb 2020. július 26-án lett frissítve.
| Klub                 | Szezon         | League         | League | League | Nemzeti kupa | Nemzeti kupa | Nemzetközi kupa | Nemzetközi kupa | Egyéb | Egyéb | Összesen | Összesen |
| Klub                 | Szezon         | Bajnokság      | Mérk.  | Gólok  | Mérk.        | Gólok        | Mérk.           | Gólok           | Mérk. | Gólok | Mérk.    | Gólok    |
| -------------------- | -------------- | -------------- | ------ | ------ | ------------ | ------------ | --------------- | --------------- | ----- | ----- | -------- | -------- |
| Pescara              | 2014–15        | Serie B        | 5      | 0      | 0            | 0            | —               | —               | 3     | 0     | 8        | 0        |
| Pescara (kölcsönben) | 2015–16        | Serie B        | 29     | 4      | 2            | 1            | —               | —               | 3     | 1     | 34       | 6        |
| Pescara (kölcsönben) | Összesen       | Összesen       | 34     | 4      | 2            | 1            | —               | —               | 6     | 1     | 42       | 6        |
| Sampdoria            | 2016–17        | Serie A        | 35     | 0      | 1            | 0            | —               | —               | —     | —     | 36       | 0        |
| Sampdoria            | 2017–18        | Serie A        | 36     | 4      | 2            | 0            | —               | —               | —     | —     | 38       | 4        |
| Sampdoria            | Összesen       | Összesen       | 71     | 4      | 3            | 0            | —               | —               | —     | —     | 74       | 4        |
| Arsenal              | 2018–19        | Premier League | 34     | 2      | 4            | 0            | 12              | 0               | —     | —     | 50       | 2        |
| Arsenal              | 2019–20        | Premier League | 29     | 1      | 4            | 1            | 6               | 0               | —     | —     | 39       | 2        |
| Összesen             | Összesen       | 63             | 3      | 8      | 1            | 18           | 0               | —               | —     | 89    | 4        |          |
| Teljes karrier       | Teljes karrier | Teljes karrier | 168    | 11     | 13           | 2            | 18              | 0               | 6     | 1     | 205      | 14       |

### A válogatottban
Legutóbb 2019. november 18-án lett frissítve.
| Uruguay  | Uruguay | Uruguay |
| Év       | Mérk.   | Gólok   |
| -------- | ------- | ------- |
| 2018     | 13      | 0       |
| 2019     | 10      | 0       |
| Összesen | 23      | 0       |

## Külső hivatkozások
- Lucas Torreira adatlapja a National-Football-Teams.com oldalon (angolul)

- Lucas Torreira (angol nyelven). FootballDatabase.eu
- Lucas Torreira adatlapja a worldfootball.net oldalon (angolul)